# Acronicta phaedriola
Acronicta phaedriola là một loài bướm đêm trong họ Noctuidae.